# M49 (天体)
座標:  12h 29m 46.798s, +08° 00′ 01.48″
M49 (NGC 4472) はおとめ座にあるかなりつぶれた楕円銀河である。

## 概要
口径5cmの望遠鏡でようやく見えるかどうかの天体である。6cmでは微かに見える。8cmでは光が拡散している様子がわかる。10cmで、彗星の頭のようなかすんでいる様子がはっきりしてくる。20cmでは中心部2カ所がよく輝いているのがわかる。これは明るい恒星がコアの部分に隣接して見えるためである。口径30cm以上でみると、付近にさらに小銀河が見えてくる。NGC 4464やNGC 4470,NGC 4492が同時に見えてくるが、どれも楕円銀河である。口径50cmの望遠鏡ではさらにNGC 4465、NGC 4467が見えてくる。天体写真ではさらに付近には多数の銀河が集まっていることがわかる。
右の写真ではM49の右に見えているぼんやりした丸い点がNGC 4467で、その右上にあるのがNGC 4465である。その他多数のナンバリングされていない銀河が写っている。

## 観測史
1771年2月19日にフランスの天文学者シャルル・メシエが発見した。おとめ座銀河団の銀河として初めて発見されたものであり、局所銀河群の外の銀河としてもニコラ・ルイ・ド・ラカーユが発見したM83に続いて2番目に発見された銀河である。1779年にはオリアニが独立発見し、「非常に青白く、彗星の頭のようである」と記録している。ウィリアム・ヘンリー・スミスは、彼のベッドフォード・カタログの中でオリアニとメシエの発見を混同し、「1771年にオリアニが発見した」と記載してしまった。この誤りはジョン・ハーシェルのジェネラルカタログにも引き継がれ、ジョン・ドレイヤーのニュージェネラルカタログでようやく修正された。